# La Roque-d'Anthéron
Pour les articles homonymes, voir La Roque.
La Roque-d'Anthéron est une commune française située dans le département des Bouches-du-Rhône, en région Provence-Alpes-Côte d'Azur.
Ses habitants sont appelés les Rocassiers.

## Géographie

### Situation
La commune est baignée par la Durance au bord de la chaîne des Côtes. Elle est reliée à Lambesc par le col de Sainte-Anne.

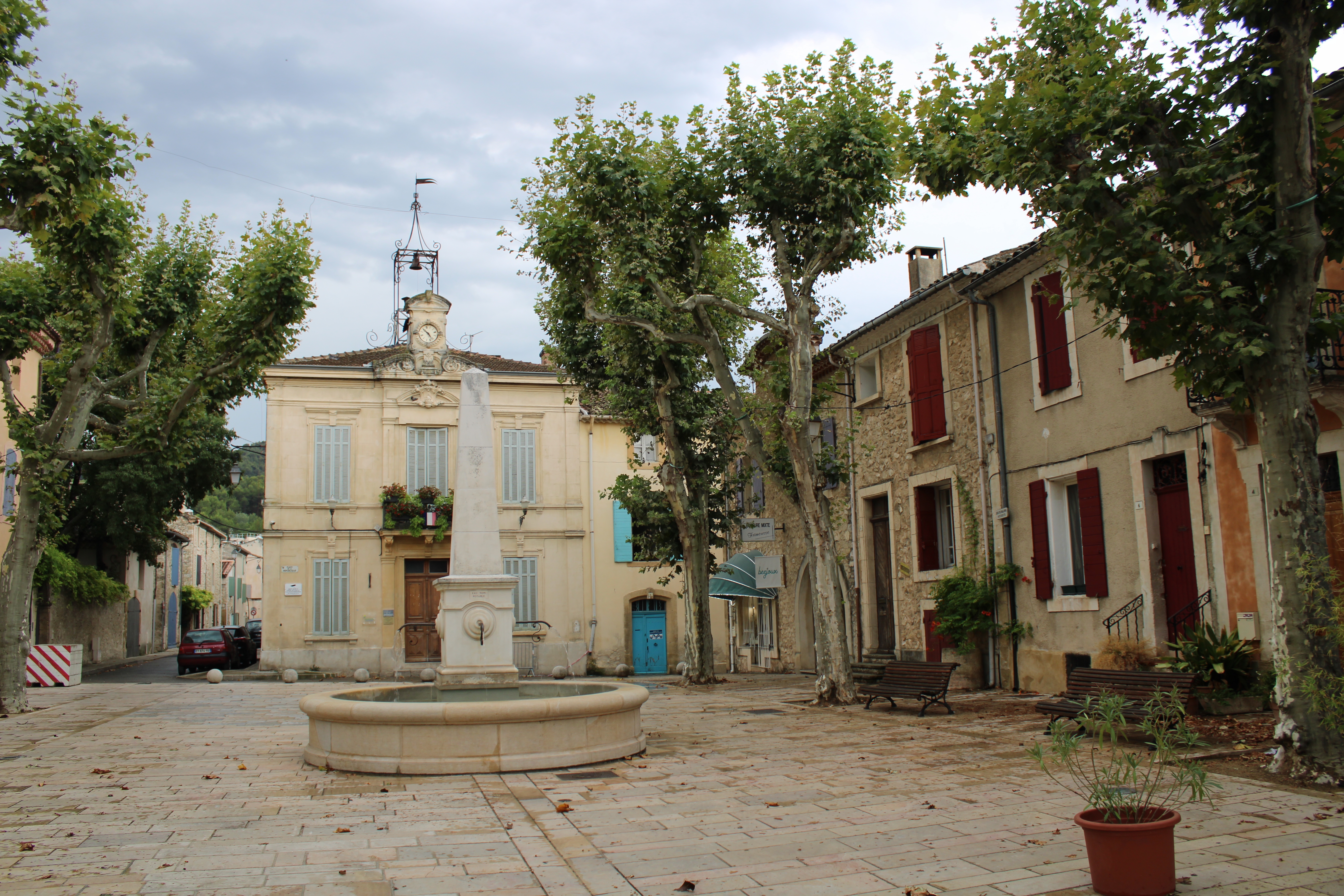
La place la République et l'ancienne mairie.

| Puget Vaucluse | Lauris Vaucluse    | Cadenet Vaucluse    |
| Charleval      | La Roque-d'Anthéon | Saint-Estève-Janson |
| Lambesc        | Rognes             |                     |

### Climat
Pour des articles plus généraux, voir Climat de Provence-Alpes-Côte d'Azur et Climat des Bouches-du-Rhône.
En 2010, le climat de la commune est de type climat méditerranéen franc, selon une étude du Centre national de la recherche scientifique s'appuyant sur une série de données couvrant la période 1971-2000. En 2020, Météo-France publie une typologie des climats de la France métropolitaine dans laquelle la commune est exposée à un climat méditerranéen et est dans la région climatique  Provence, Languedoc-Roussillon, caractérisée par une pluviométrie faible en été, un très bon ensoleillement (2 600 h/an), un été chaud (21,5 °C), un air très sec en été, sec en toutes saisons, des vents forts (fréquence de 40 à 50 % de vents > 5 m/s) et peu de brouillards. 
Pour la période 1971-2000, la température annuelle moyenne est de 13,6 °C, avec une amplitude thermique annuelle de 17 °C. Le cumul annuel moyen de précipitations est de 687 mm, avec 5,9 jours de précipitations en janvier et 2,4 jours en juillet. Pour la période 1991-2020, la température moyenne annuelle observée sur la station météorologique de Météo-France la plus proche, « Cadenet », sur la commune de Cadenet à 6 km à vol d'oiseau, est de 14,4 °C et le cumul annuel moyen de précipitations est de 703,0 mm. 
La température maximale relevée sur cette station est de 44,3 °C, atteinte le 28 juin 2019 ; la température minimale est de −12,7 °C, atteinte le 12 février 2012,,. 
| Mois                                  | jan.          | fév.           | mars          | avril         | mai           | juin          | jui.          | août          | sep.          | oct.          | nov.          | déc.          | année      |
| ------------------------------------- | ------------- | -------------- | ------------- | ------------- | ------------- | ------------- | ------------- | ------------- | ------------- | ------------- | ------------- | ------------- | ---------- |
| Température minimale moyenne (°C)     | 1             | 0,9            | 3,7           | 6,6           | 9,9           | 13,8          | 16            | 15,4          | 12,2          | 9             | 4,9           | 1,6           | 7,9        |
| Température moyenne (°C)              | 5,9           | 6,7            | 10            | 13,2          | 16,8          | 21,4          | 24            | 23,5          | 19,5          | 15,1          | 10,1          | 6,6           | 14,4       |
| Température maximale moyenne (°C)     | 10,9          | 12,5           | 16,3          | 19,8          | 23,7          | 28,9          | 32            | 31,6          | 26,9          | 21,3          | 15,3          | 11,5          | 20,9       |
| Record de froid (°C) date du record   | −9 19.01.17   | −12,7 12.02.12 | −5,2 22.03.18 | −3,3 04.04.22 | 0,5 07.05.19  | 6,5 04.06.13  | 8,8 31.07.15  | 7,7 08.08.12  | 3,3 17.09.17  | −4,5 23.10.07 | −9,2 18.11.07 | −9,3 16.12.10 | −12,7 2012 |
| Record de chaleur (°C) date du record | 20,3 10.01.15 | 22,6 28.02.19  | 25,2 30.03.12 | 28,2 21.04.18 | 34,8 24.05.09 | 44,3 28.06.19 | 39,3 31.07.17 | 42,6 23.08.23 | 35,5 10.09.23 | 31,8 08.10.23 | 25,2 14.11.23 | 21 30.12.21   | 44,3 2019  |
| Précipitations (mm)                   | 54,3          | 44,2           | 48            | 60            | 66,4          | 43,3          | 22,9          | 36,5          | 58,4          | 91,8          | 112,8         | 64,4          | 703        |

| Diagramme climatique                                  |             |           |           |             |              |          |              |              |           |              |             |
| J                                                     | F           | M         | A         | M           | J            | J        | A            | S            | O         | N            | D           |
| 10,9154,3                                             | 12,50,944,2 | 16,33,748 | 19,86,660 | 23,79,966,4 | 28,913,843,3 | 321622,9 | 31,615,436,5 | 26,912,258,4 | 21,3991,8 | 15,34,9112,8 | 11,51,664,4 |
| Moyennes : • Temp. maxi et mini °C • Précipitation mm |             |           |           |             |              |          |              |              |           |              |             |

Les paramètres climatiques de la commune ont été estimés pour le milieu du siècle (2041-2070) selon différents scénarios d'émission de gaz à effet de serre à partir des nouvelles projections climatiques de référence DRIAS-2020. Ils sont consultables sur un site dédié publié par Météo-France en novembre 2022.

## Urbanisme

### Typologie
Au 1er janvier 2024, La Roque-d'Anthéron est catégorisée bourg rural, selon la nouvelle grille communale de densité à 7 niveaux définie par l'Insee en 2022.
Elle appartient à l'unité urbaine de La Roque-d'Anthéron, une unité urbaine monocommunale constituant une ville isolée,. Par ailleurs la commune fait partie de l'aire d'attraction de Marseille - Aix-en-Provence, dont elle est une commune de la couronne,. Cette aire, qui regroupe 115 communes, est catégorisée dans les aires de 700 000 habitants ou plus (hors Paris),.

### Occupation des sols
L'occupation des sols de la commune, telle qu'elle ressort de la base de données européenne d’occupation biophysique des sols Corine Land Cover (CLC), est marquée par l'importance des forêts et milieux semi-naturels (48,5 % en 2018), une proportion sensiblement équivalente à celle de 1990 (48,7 %). La répartition détaillée en 2018 est la suivante : 
forêts (38,2 %), zones agricoles hétérogènes (33,4 %), zones urbanisées (8,5 %), milieux à végétation arbustive et/ou herbacée (5,9 %), espaces ouverts, sans ou avec peu de végétation (4,4 %), terres arables (4,1 %), prairies (2,3 %), zones industrielles ou commerciales et réseaux de communication (1,5 %), eaux continentales (1,1 %), cultures permanentes (0,6 %). L'évolution de l’occupation des sols de la commune et de ses infrastructures peut être observée sur les différentes représentations cartographiques du territoire : la carte de Cassini (XVIIIe siècle), la carte d'état-major (1820-1866) et les cartes ou photos aériennes de l'IGN pour la période actuelle (1950 à aujourd'hui).

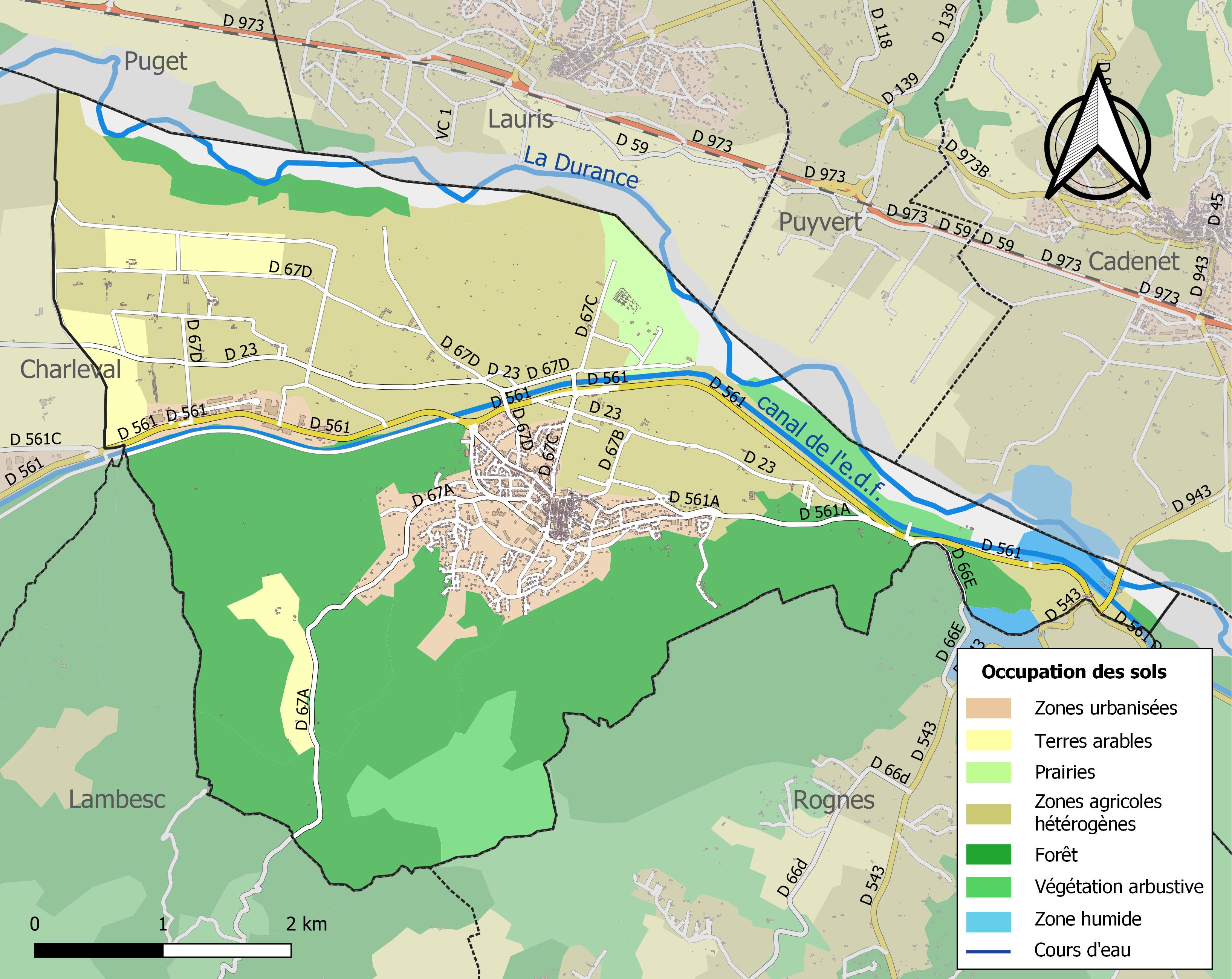
Carte des infrastructures et de l'occupation des sols de la commune en 2018 (CLC).

## Histoire

### Moyen Âge
Citée en 1037 sous le toponyme de Roca, elle a ensuite une étymologie controversée : La Rocca d'An Tarron (en 1200), Roccha Tarroni (en 1274), Rocca d'en Tarron.[réf. non conforme]
Au début du XIVe siècle, le chevalier Boniface de La Fare, docteur en droit, juge mage et maitre-rational de 1320 à 1341, est coseigneur de La Roque-d'Anthéron. Son fils André de La Fare fut pourvu par le roi Robert d'un quelconque office. En 1357, André abandonna ses droits sur La Roque-d'Anthéron, en faveur de l'abbaye de Silvacane. En 1359, il acheta plusieurs terres situées à Gardanne pour 100 florins d'or. Il fut condamné à mort et ses biens furent confisqués.
En 1336, Albert de Affuvello (Fuveau), coseigneur de La Roque-d'Anthéron, est molesté à Aix par le noble Pons de Auronis.
Jean II, seigneur  de La Barben et d'Autan dont est issue la branche des Forbin la Barben continuée à ce jour. Il épouse le 29 octobre 1447  Marthe Delli Pazzi. Leur fils Jean de Forbin signe avec 70 familles de colons un « acte d'habitation » : La Roque-d'Anthéron renaît. Parmi ces colons, un grand nombre sont des fils des colons vaudois implantés depuis une génération sur le piémont du Luberon. Trente ans plus tard dans ce village de La Roque, Adam de Craponne, ingénieur du Roy, ouvre un canal révolutionnaire transportant l'eau de la Durance depuis La Roque-d'Anthéron jusqu'à Salon-de-Provence. Ce canal éloigne le spectre de la soif dans la ville de Nostradamus et permet la construction de moulins sur son cours.
Un bac à traille traversait la Durance dès le milieu du Moyen Âge (il est cité en 1037), à Gontard et face à Cadenet. Au XIIe siècle, l’abbaye Saint-André de Villeneuve-lès-Avignon y possédait l’église du podii Sanguinetti, un village fortifié aujourd’hui disparu.

### Période moderne

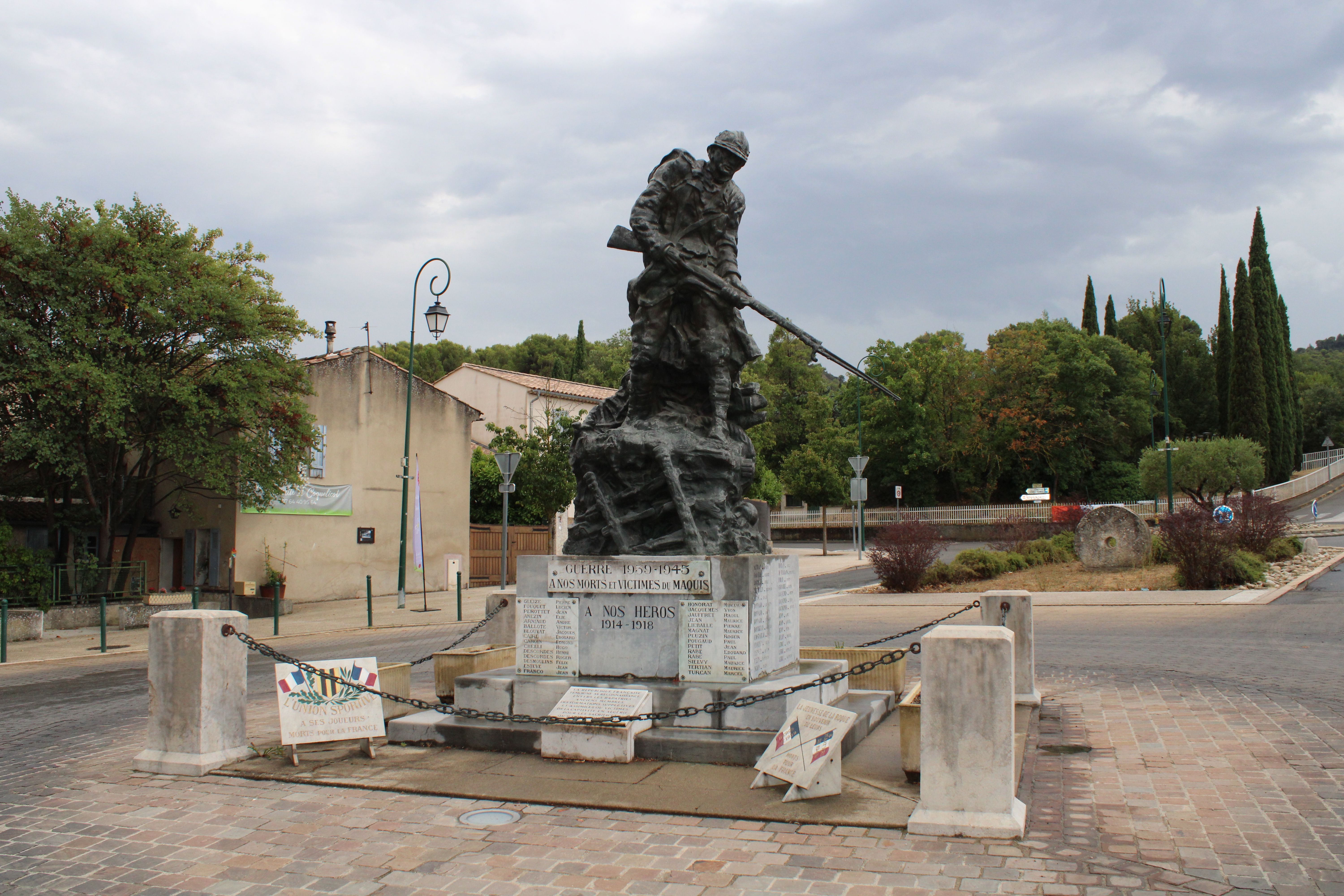
Le monument aux morts.

En avril 1545, une persécution est organisée contre les Vaudois du Luberon. Les troupes de Paulin de La Garde, de Joseph d'Agoult et de Redortier, sous la direction du premier président du Parlement d’Aix, Maynier, seigneur d'Oppède, pillent le village. Les terres sont confisquées, les hommes massacrés, les femmes violées avant d’être tuées.
Avec la promulgation de l’édit de Nantes, La Roque-d’Anthéron est une des dernières places fortes de sûreté des protestants en Provence, qu’ils tiennent encore en 1620.
En 1889 est créée une ligne de chemin de fer d'Eyguières à Meyrargues, passant par la ville qui se dote d'une gare. La ligne est finalement abandonnée et déferrée en 1950 et la gare disparaît également. Le tracé subsiste toujours, repris par l'actuelle Avenue de l'Europe Unie et le Boulevard de le Paix ; la gare se situait à l'intersection de ces deux routes, près du rond-point de l'actuelle Poste,.

### Seconde Guerre mondiale
La Roque-d'Anthéron est notamment connue pour un événement dramatique survenu lors de la Seconde Guerre mondiale. Le 7 juin 1944, la Gestapo arrête un résistant, Aldéric Chave. Le lendemain, 8 juin, elle arrête devant la maison située au no 1 de la rue Hoche des policiers en civil ainsi que huit résistants qui se sont réunis chez l'un d'eux, Robert Daugey. Le 13 juin, un convoi de vingt-huit prisonniers est amené dans la clairière du vallon de Fenouillet, entre Charleval et La Roque-d'Anthéron. Dix d’entre eux avaient été arrêtés la veille lors de la chasse à l’homme de la chaîne des Côtes (voir ci-dessous). Les dix-huit autres viennent des prisons de la Gestapo à Marseille et sont amenés au Fenouillet pour y être exécutés. Ces 28 hommes sont fusillés sur place sans autre forme de procès. Leurs corps (dont celui d'Arthur Favaro de Miramas) seront retrouvés en septembre 1944. Un monument aux morts a été érigé sur le lieu de leur exécution.
Le 11 juin, 3 000 hommes de l’armée allemande encerclent le plateau de Manivert dans la colline de Sainte-Anne, où sont retranchés environ 400 maquisards. Toute la journée du 12 juin, les combats font rage. Les résistants se battent avec acharnement, et infligent de sévères pertes à un ennemi supérieur en nombre et en armement. Mais les munitions s’épuisent. Pour les obliger à se rendre, les Allemands mettent le feu au maquis. Les chefs résistants sont obligés de donner l’ordre de dispersion. Les Allemands se livrent alors à une chasse à l’homme. Ils font de nombreux prisonniers, notamment parmi les blessés. La plupart sont interrogés, torturés puis fusillés. Au soir du 12 juin, le maquis des Côtes compte 62 morts.

## Politique et administration

### Budget et fiscalité 2016

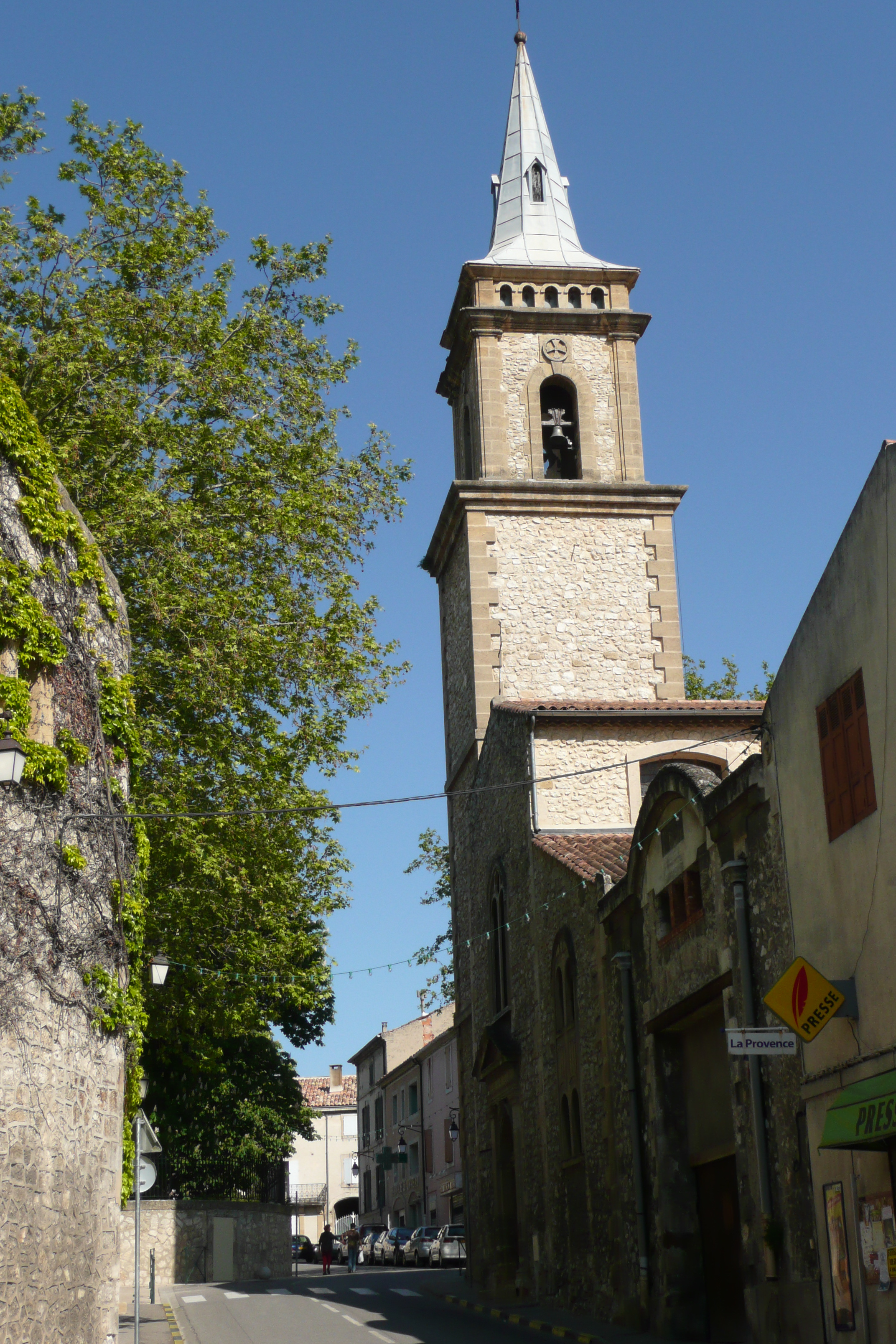
Église Notre-Dame-de-l'Annonciation.

En 2016, le budget de la commune était constitué ainsi :
- total des produits de fonctionnement : 6 543 000 €, soit 1 187 € par habitant ;
- total des charges de fonctionnement : 6 337 000 €, soit 1 149 € par habitant ;
- total des ressources d’investissement : 3 771 000 €, soit 684 € par habitant ;
- total des emplois d’investissement : 2 182 000 €, soit 396 € par habitant ;
- endettement : 2 744 000 €, soit 499 € par habitant.

Avec les taux de fiscalité suivants :
- taxe d’habitation : 14,18 % ;
- taxe foncière sur les propriétés bâties : 22,32 % ;
- taxe foncière sur les propriétés non bâties : 43,90 % ;
- taxe additionnelle à la taxe foncière sur les propriétés non bâties : 0,00 % ;
- cotisation foncière des entreprises : 0,00 %.

Chiffres clés Revenus et pauvreté des ménages en 2014 : Médiane en 2014 du revenu disponible, par unité de consommation : 19 154 €.

## Population et société

### Démographie
L'évolution du nombre d'habitants est connue à travers les recensements de la population effectués dans la commune depuis 1793. Pour les communes de moins de 10 000 habitants, une enquête de recensement portant sur toute la population est réalisée tous les cinq ans, les populations de référence des années intermédiaires étant quant à elles estimées par interpolation ou extrapolation. Pour la commune, le premier recensement exhaustif entrant dans le cadre du nouveau dispositif a été réalisé en 2004.

En 2022, la commune comptait 5 355 habitants, en évolution de −1,83 % par rapport à 2016 (Bouches-du-Rhône : +2,48 %, France hors Mayotte : +2,11 %).
| 1793  | 1800  | 1806  | 1821  | 1831  | 1836  | 1841  | 1846  | 1851  |
| ----- | ----- | ----- | ----- | ----- | ----- | ----- | ----- | ----- |
| 1 228 | 1 319 | 1 278 | 1 381 | 1 506 | 1 417 | 1 498 | 1 544 | 1 474 |

| 1856  | 1861  | 1866  | 1872  | 1876  | 1881  | 1886  | 1891  | 1896  |
| ----- | ----- | ----- | ----- | ----- | ----- | ----- | ----- | ----- |
| 1 495 | 1 584 | 1 543 | 1 494 | 1 603 | 1 517 | 1 503 | 1 428 | 1 522 |

| 1901  | 1906  | 1911  | 1921  | 1926  | 1931  | 1936  | 1946  | 1954  |
| ----- | ----- | ----- | ----- | ----- | ----- | ----- | ----- | ----- |
| 1 452 | 1 555 | 1 517 | 1 308 | 1 277 | 1 188 | 1 159 | 1 121 | 1 075 |

| 1962  | 1968  | 1975  | 1982  | 1990  | 1999  | 2004  | 2006  | 2009  |
| ----- | ----- | ----- | ----- | ----- | ----- | ----- | ----- | ----- |
| 1 415 | 2 282 | 2 876 | 3 692 | 3 923 | 4 446 | 4 722 | 4 945 | 5 143 |

| 2014  | 2019  | 2022  | - | - | - | - | - | - |
| ----- | ----- | ----- | - | - | - | - | - | - |
| 5 461 | 5 426 | 5 355 | - | - | - | - | - | - |

### Distinctions culturelles
La Roque-d'Anthéron fait partie des communes ayant reçu l’étoile verte espérantiste, distinction remise aux maires de communes recensant des locuteurs de la langue construite espéranto.

### Manifestations culturelles et festivités
Depuis 1981, a lieu tous les ans en été (juillet-août) le Festival international de piano de La Roque-d'Anthéron dans ce bourg devenu «  la Mecque du piano »,,,,.
De nombreuses manifestations se déroulent chaque année à La Roque-d'Anthéron, comme la Fête de la Cerise le 1er juin, le Country Roque Festival en juillet, ou encore le Festival de Théâtre Amateur "Les Rocatines" (organisé par le Théâtre du Vide) en mai.

### Personnalités liées à la commune
- Auguste de Forbin (1777-1841), peintre, élève de David, directeur du musée du Louvre, est né au château.
- Serge Davin (1927-1957), acteur de cinéma, y est né.
- Paul Onoratini (1920-2010), maire du village, créateur du Festival international de piano, y est mort.

### Héraldique
| Blason de La Roque-d'Anthéron | Blason  | D'or à un chevron d'azur, accompagné en pointe d'un rocher de gueules. |
| Blason de La Roque-d'Anthéron | Détails | Armes parlantes.                                                       |

## Économie
- Coopérative vinicole[39].
- Coopérative agricole (coopérative fruitière) Provence Fruidor[40].

## Culture locale et patrimoine

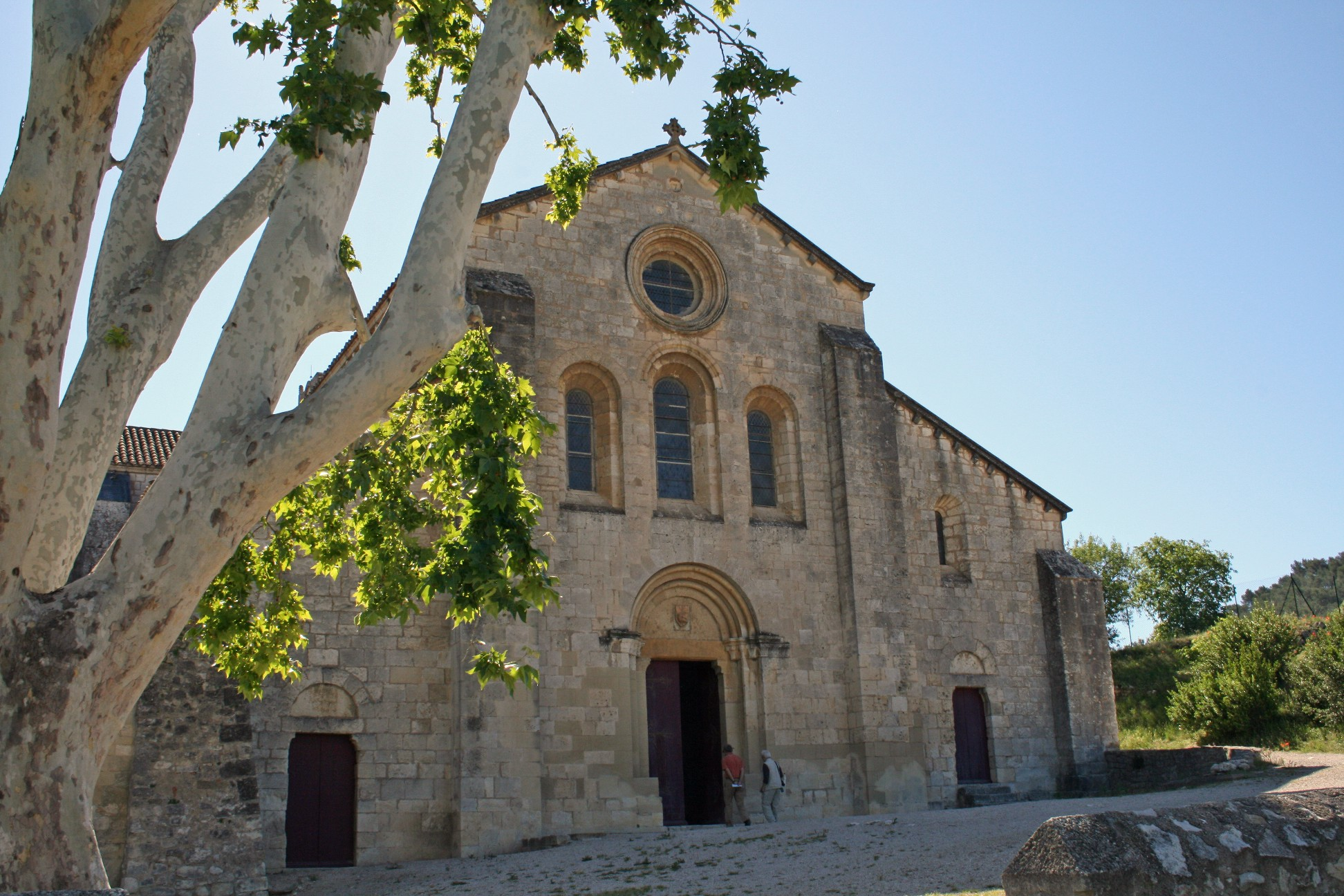
L'abbaye de Silvacane

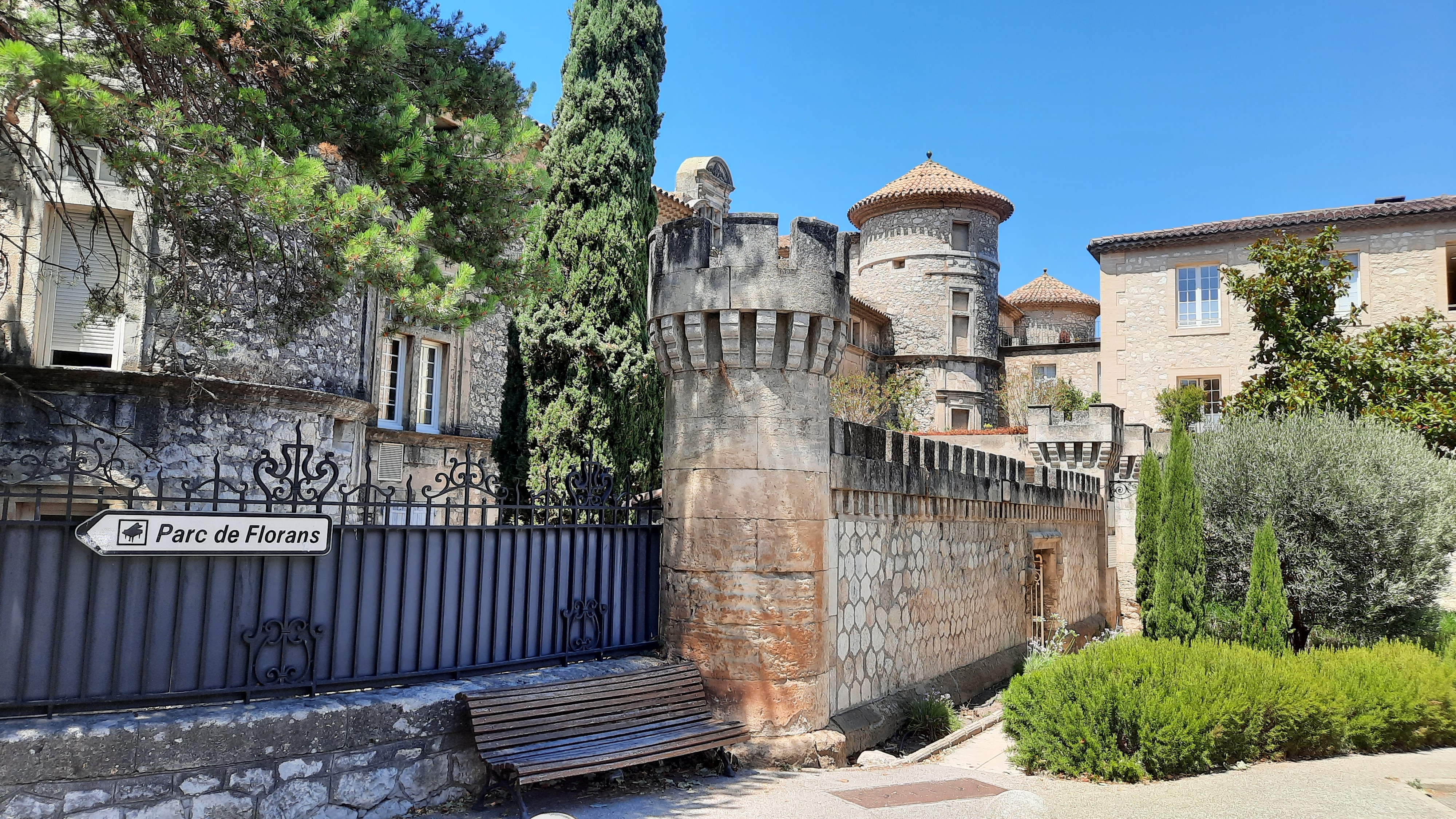
Le château de Florans.

- Église paroissiale Notre-Dame-de-l'Annonciation de La Roque-d'Anthéron et ses cloches des XVIe et XVIIe siècles[41],[42].
- Le temple et son orgue[43].
- Mémorial de guerre.
- L’abbaye de Silvacane[44] est une abbaye cistercienne, une des plus prospères de Provence sous l’Ancien Régime.
- Chapelle romane Sainte-Anne-de-Goiron du XIe siècle (également sur commune de Lambesc)[45].
- Musée de géologie et d'ethnographie.
- Château de Florans et son parc[46]. Propriété des Forbin jusqu'en 1818, le château et ses terres furent vendus à Louis Raphaël de Cordoue dont une descendante épousa le marquis de Florans dont la propriété garde le nom. En 1937, la marquise Marie de Florans, lègue la propriété à l'archevêché d'Aix-en-Provence. En 1948, Paul Onoratini loue le château qu'il transforme en centre médical. Il en devient propriétaire neuf ans après. Désormais, le château abrite la clinique du Château de Florans, et son parc le festival international de musique[47].
- Grottes de Sainte-Anne-de-Goiron (également sur commune de Lambesc)[48].

Chapelle Sainte-Anne-de-Goiron
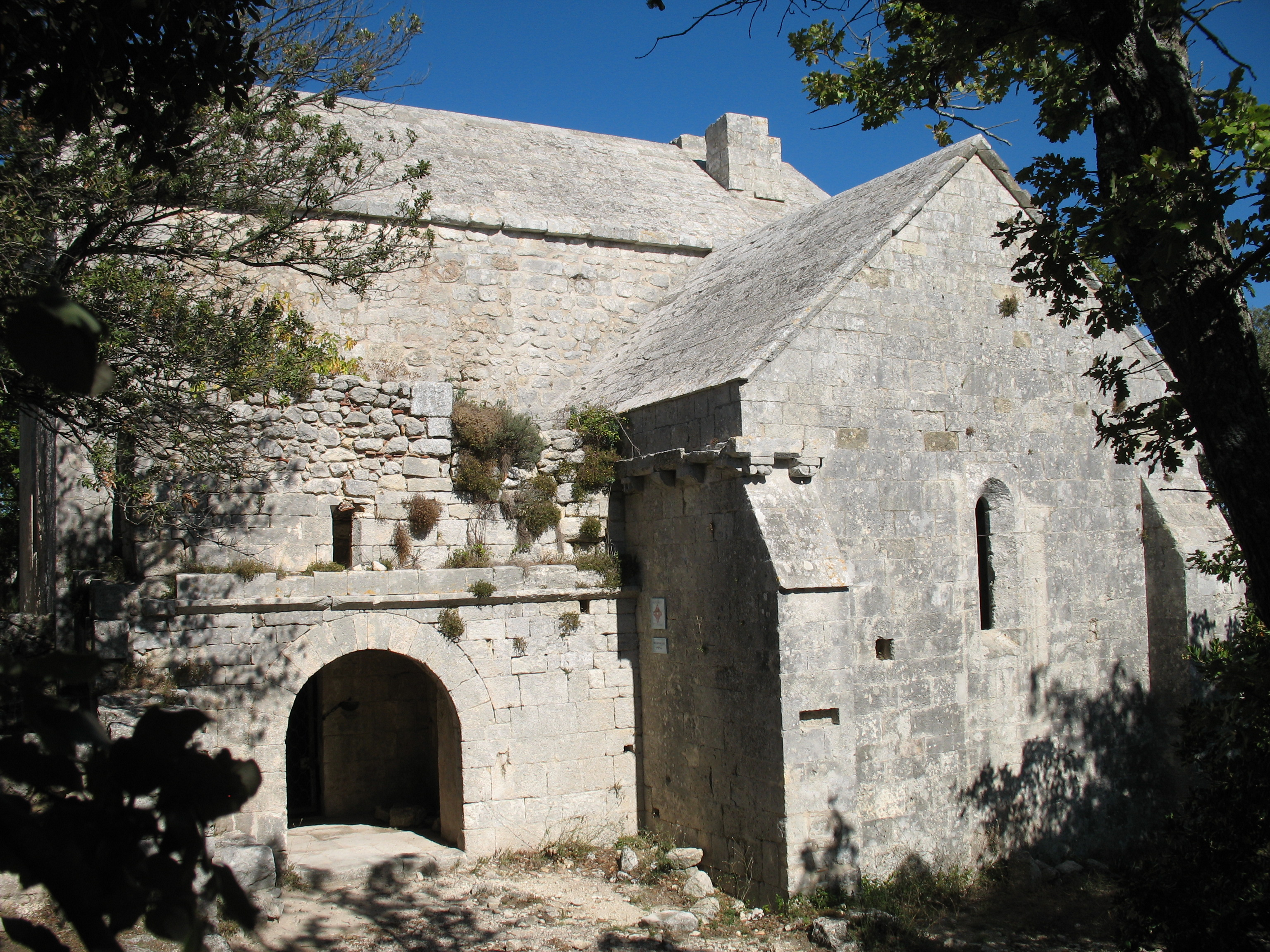
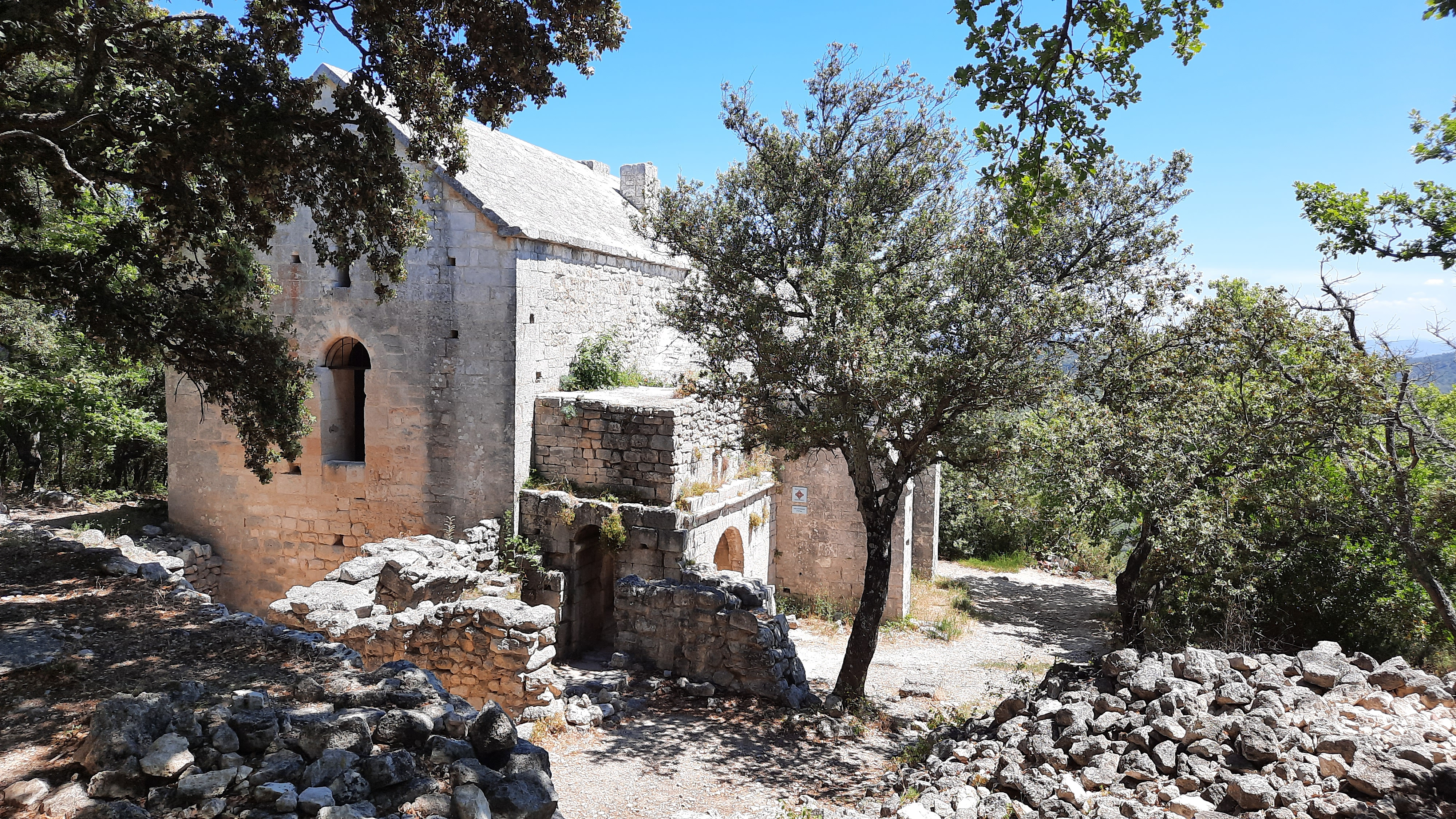
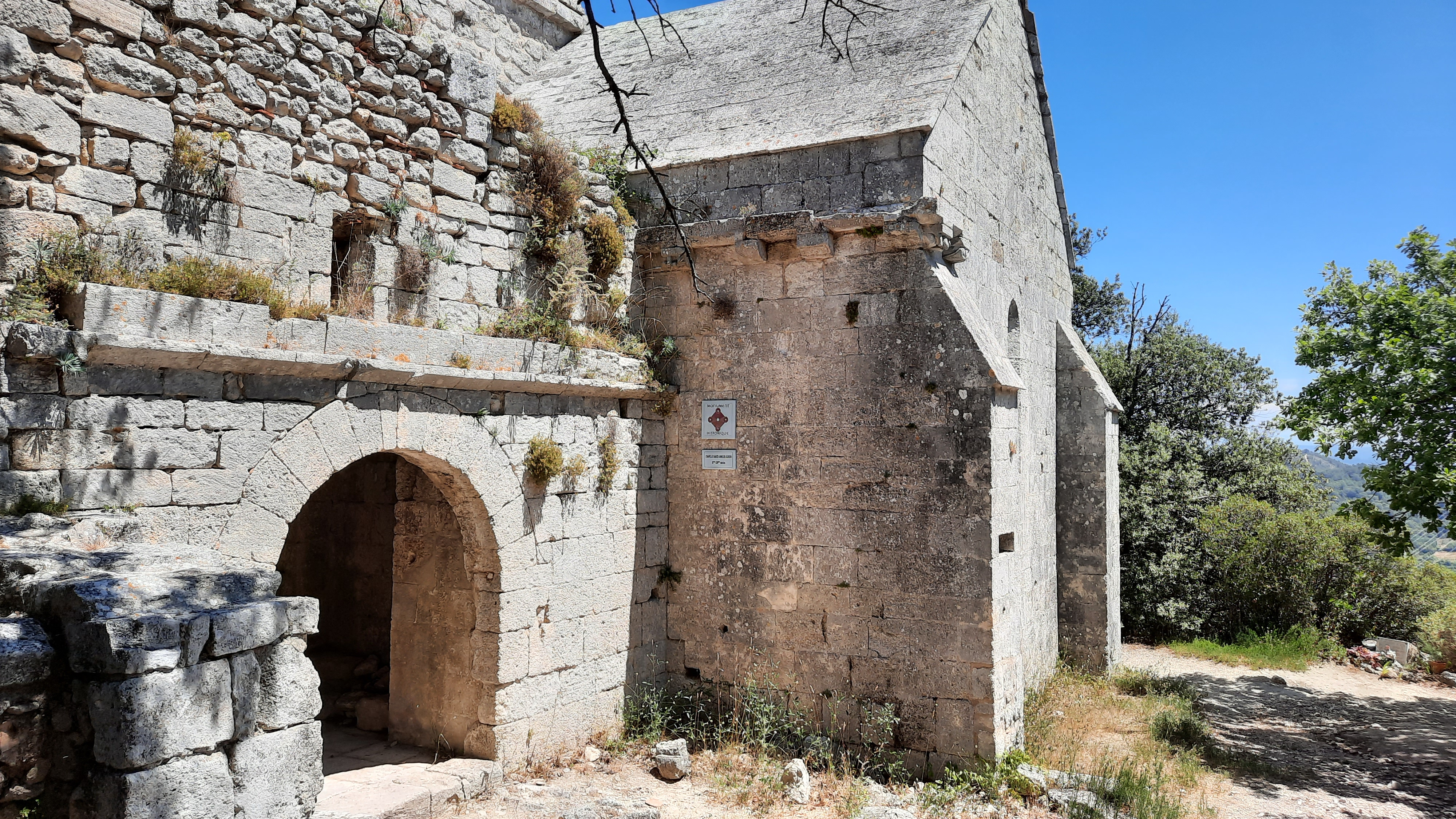